# Слободяник Анатолій Леонідович
Слободяник Анатолій Леонідович (12 серпня 1951 — 10 серпня 2022) — народився в селі Кинашівка на Маньківщині, Черкаська область, в сім'ї хліборобів. Поет, журналіст, фотограф. Почесний громадянин селища Маньківка (Маньківська громада, Черкаська область).

## Життєпис
Здобув середню освіту, працював на комсомольській роботі. Понад тридцять років працював фотокореспондентом районної газети «Маньківські новини». Як журналіст-фотокореспондент багато робив для газети світлин зі своїх працьовитих сільських трудівників. Виростав як журналіст і поет. Переможець обласного конкурсу «Сонячні кларнети». Друкувався в районній, обласній періодиці, в республіканських журналах «Ранок», «Вітрила-79», «Сільські обрії». Схвальним словом про Анатолія Слободяника, як поета-лірика відгукнулась редактор «Уманської зорі» Валентина Козицька. Його вірші, зазначає вона в своїй рецензії, пройняті любов'ю до України, до її історії, до рідної матері, рідного села, односельців, до всього живого, що збуджує уяву і переливається в чудові образи, відточені і лаконічні, які запам'ятовуються, западають в душу. «По всьому світу вкраїнського цвіту», «А ми як відійдем, то житом воскреснем». Не менше їх і в інших розділах. Зокрема, в «Мамо мої, мамо», присвяченому рідній матері, де поет оспівує не лише свою неньку, а й усіх матерів-українок, що печуть хліб, вишивають рушники, білять хату, готують кутю, варять вареники. По-материнськи тепло пише поет про наших найдорожчих берегинь: «Коли вже й подих смерть спинила, то віра лишиться в очах, що ясенами до могил їх сини ітимуть по ночах» або: «Хай вічно, мов зоря, нам світить рідна мати. Щедруймо ж матерям, допоки жито жати».
У розділі «Стоять обеліски» поет з невимовним болем пише про минулу світову війну, якої він не міг бачити, а пережив, про ті жахливі літа з розповідей її ветеранів. «Сопілка», «Баба Килина», «Балада про невпійману пісню»… Хвилюють ці вірші правдивим зображенням подвигів її учасників, що повернулися у рідний край з нагородами і тяжкими пораненнями.
Є в книжці «Щедрую матері» пейзажна й інтимна лірика, в якій поет змальовує картини Маньківської природи з її вишневими та яблуневими садами, дібровами та гаями, що оточують високоврожайні ниви, сіножаті. І всюди у весняну чи й у червневу пору з ранку й до ночі витьохкують солов'ї, аж поки «ячмінь не викине колос, а соловейко втратить голос». Це так безпосередньо і мило згадує поет у вірші «Кинашівським дівчатам»: Сниться батькам хата, Сняться сині гаї, Наші сільські дівчата, Наші п'янкі солов'ї.

## Відзнаки і нагороди
Переможець обласного поетичного конкурсу «Сонячні кларнети». Автор поетичних збірок «Пісні над Тікичем» (1994), «Щедрую матері» (2002), «Левади солов'їні» (2021), автор слів Гімну Маньківщини. Член Національної Спілки журналістів України. Нагороджений почесними знаками райдержадміністрації. За визначний внесок у розвиток Маньківщини (2005) та знаком «За активну громадську діяльність» (2007). Почесний громадянин селища Маньківка (Маньківська громада, Черкаська область).

## Сім'я
Одружений. Має двоє дітей та восьмеро онуків.